# Vespinitocris ichneumon
Vespinitocris ichneumon är en skalbaggsart som först beskrevs av Eugen Hintz 1919.
Vespinitocris ichneumon ingår i släktet Vespinitocris och familjen långhorningar. Inga underarter finns listade i Catalogue of Life.